# Erebia fletcheri
Espèce
Erebia fletcheri est un lépidoptère appartenant à la famille des Nymphalidae, à la sous-famille des Satyrinae et au genre Erebia.

## Dénomination
Erebia fletcheri a été nommé par Henry John Elwes en 1899.

### Sous-espèces
- Erebia fletcheri fletcheri
- Erebia fletcheri chorymensis Korshunov, 1995
- Erebia fletcheri chajataensis Dubatolov, 1992
- Erebia fletcheri daurica Belik, 2001[1].
- Erebia fletcheri magnifica M. Takáhashi & Nakatani, 2010[2].

### Nom vernaculaire
Erebia fletcheri se nomme Чернушка Флетчера en russe.

## Description
L'imago d’Erebia fletcheri est un papillon marron foncé d'une envergure de 22 à 24 mm, avec aux antérieures une large bande submarginale cuivrée formée de taches pupillées d'un petit point noir et à l'aile postérieure une ligne de petites tache cuivre pupillées de noir.

## Biologie

### Période de vol et hivernation
Il vole en une génération en juin juillet.

## Écologie et distribution
Il vit en Asie, de l'Altaï au nord-est de la Yakoutie.

### Biotope
Il réside dans la steppe.

### Protection
Pas de statut de protection particulier connu.